# كالاتشينسك

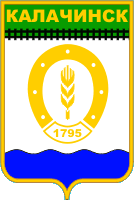
Герб

كالاتشينسك (بالروسية: Калачинск) هي إحدى مدن روسيا في الكيان الفدرالي الروسي أومسك أوبلاست.